# Cifra holyva
A cifra holyva (Ontholestes tessellatus) a rovarok (Insecta) osztályának a bogarak (Coleoptera) rendjéhez, ezen belül a mindenevő bogarak (Polyphaga) alrendjéhez és a holyvafélék (Staphylinidae) családjához tartozó faj.

## Elterjedése
A márványos holyva megtalálható az egész palearktikus faunatartományban, de a Mediterráneumban hiányzik. Magyarországon sok helyen megtalálható, de mindenhol ritka.

## Megjelenése
Közepes méretű (14–19 mm) holyvafaj. Teste bronzos-fekete alapszínű, de fejét, előtorát és a szárnyfedőket barnás-szürkés szőrözet borítja. Feje négyszögletű, rágói erősek. Csápja fonalas. Az állkapcsi tapogató utolsó íze rövidebb, mint a következő. Az előtorának oldalpereme oldalról végig jól látható. Az előtor hátának elülső szögletei hegyesszögűek. Lábszárai töviseket viselnek, elülső lábfejeik kiszélesedett. Valamennyi lábfejük 5 ízű. Megjelenése hasonlít a nem többi fajáéra annyi különbséggel, hogy csak a csápok csúcsai, a combok tövei és a hátulsó lábfejei barnásfeketék.

## Életmódja
A génusz többi fajához képest gyakrabban fordul elő erdős részeken, de fátlan területeken is megtalálható. Trágyán, rothadó gombán, avarban vadászik apró rovarokra és lárvákra.
Gyűjtési adatai márciustól egészen novemberig vannak.

## Fordítás
- Ez a szócikk részben vagy egészben  az   Ontholestes tessellatus című német Wikipédia-szócikk ezen változatának fordításán alapul.  Az eredeti cikk szerkesztőit annak laptörténete sorolja fel. Ez a jelzés csupán a megfogalmazás eredetét és a szerzői jogokat jelzi, nem szolgál a cikkben szereplő információk forrásmegjelöléseként.